# Hugo Launicke
Hugo Launicke (Roßleben, 1909. február 2. – 1975. június 6.) német politikus. A második világháborúban a nácik ellen küzdött ellenállóként. 1939 és 1945 közt a buchenwaldi koncentrációs táborban raboskodott. Az NDK időszakában a SED tagja volt.
Halála után Magdeburgban utcát neveztek el róla.